# Köpenhamns universitet

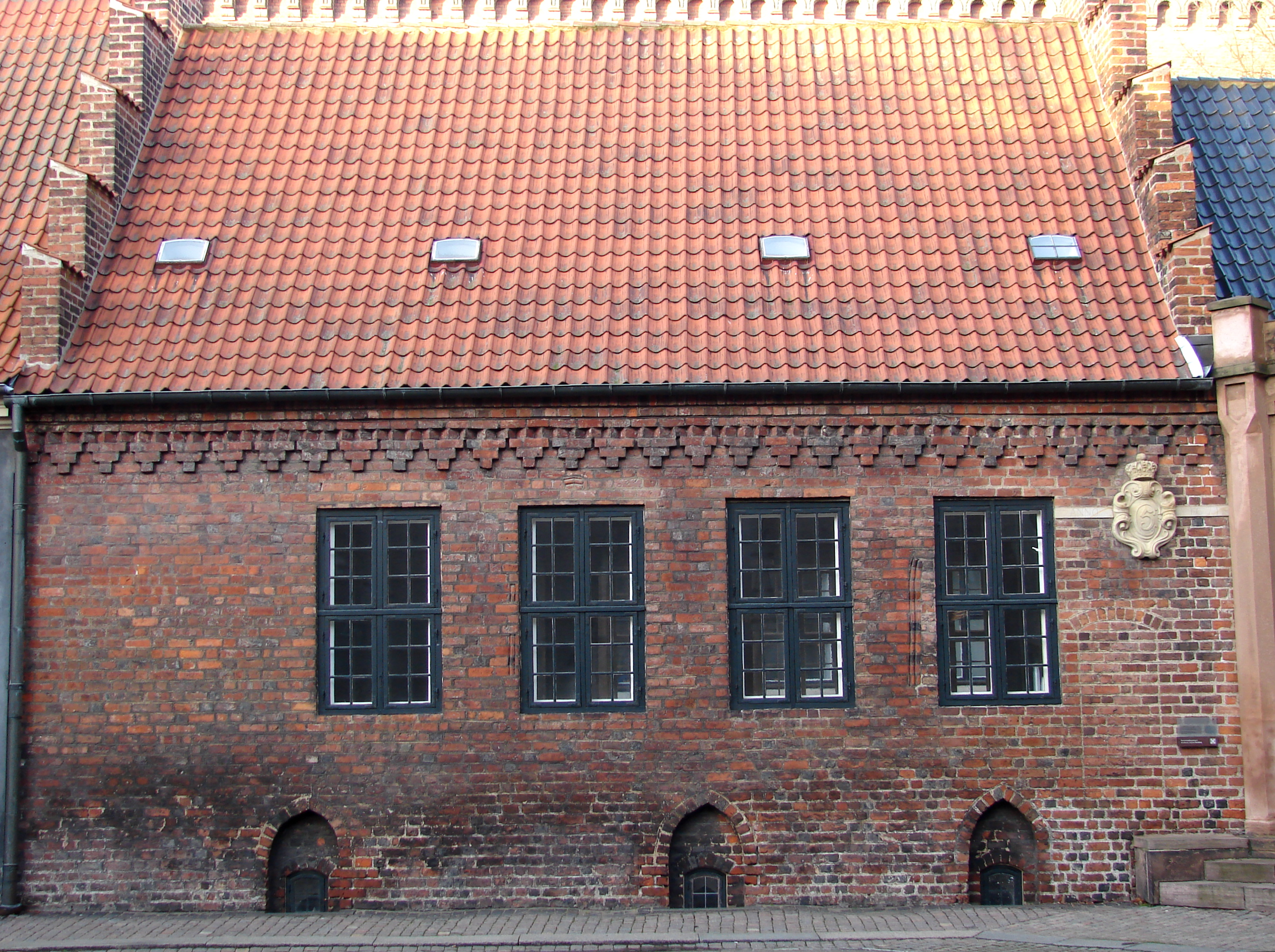
Konsistoriehuset

Köpenhamns universitet (KU) är Danmarks största och äldsta universitet, grundat 1479, med drygt 37 000 inregistrerade studenter (2024). Universitetet består av åtta fakulteter: biovetenskap, farmaceutisk vetenskap, teologi, juridik, samhällsvetenskap, hälso- och sjukvård, humaniora och naturvetenskap. 

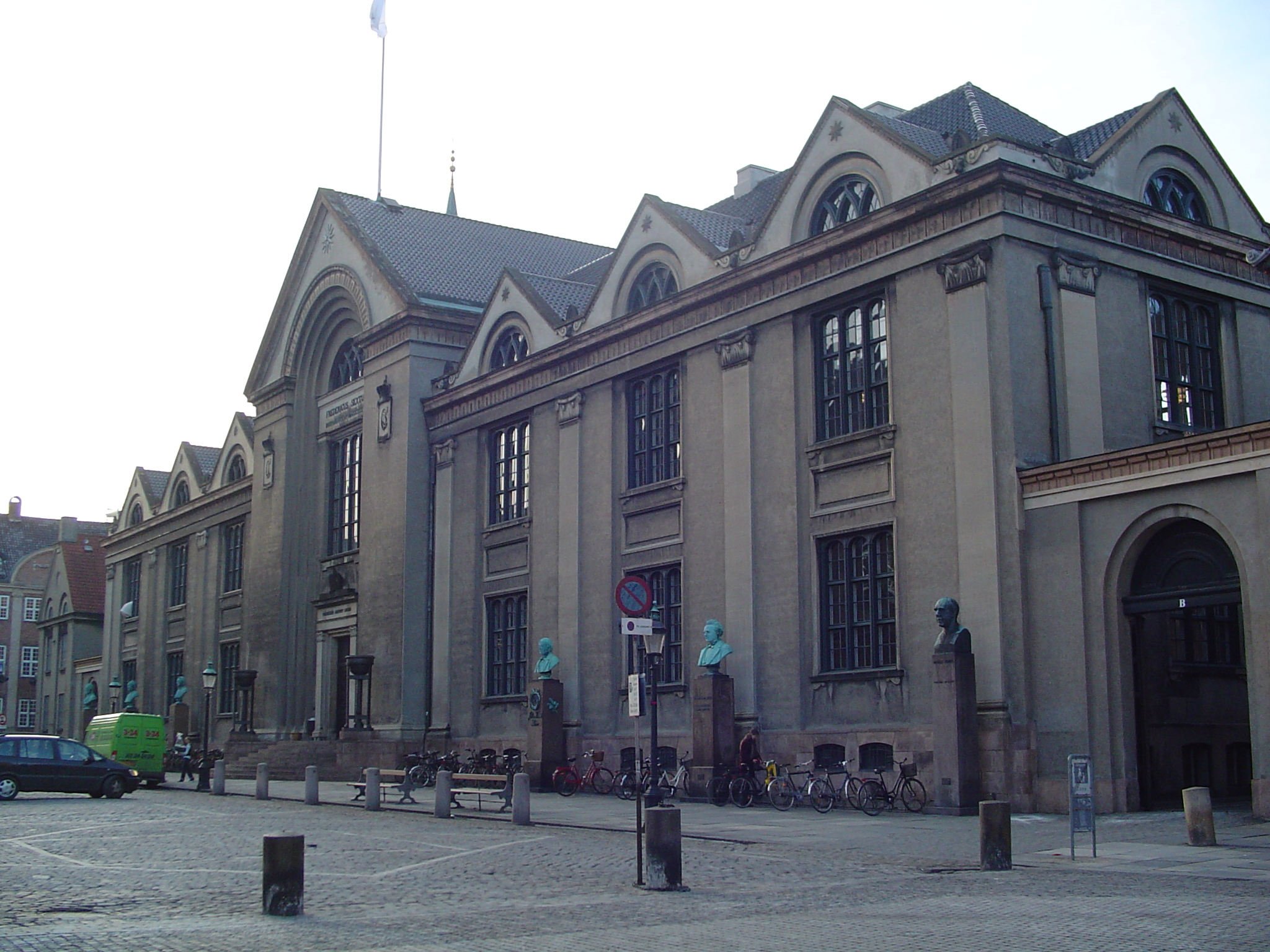
Den gamla delen av Köpenhamns universitet

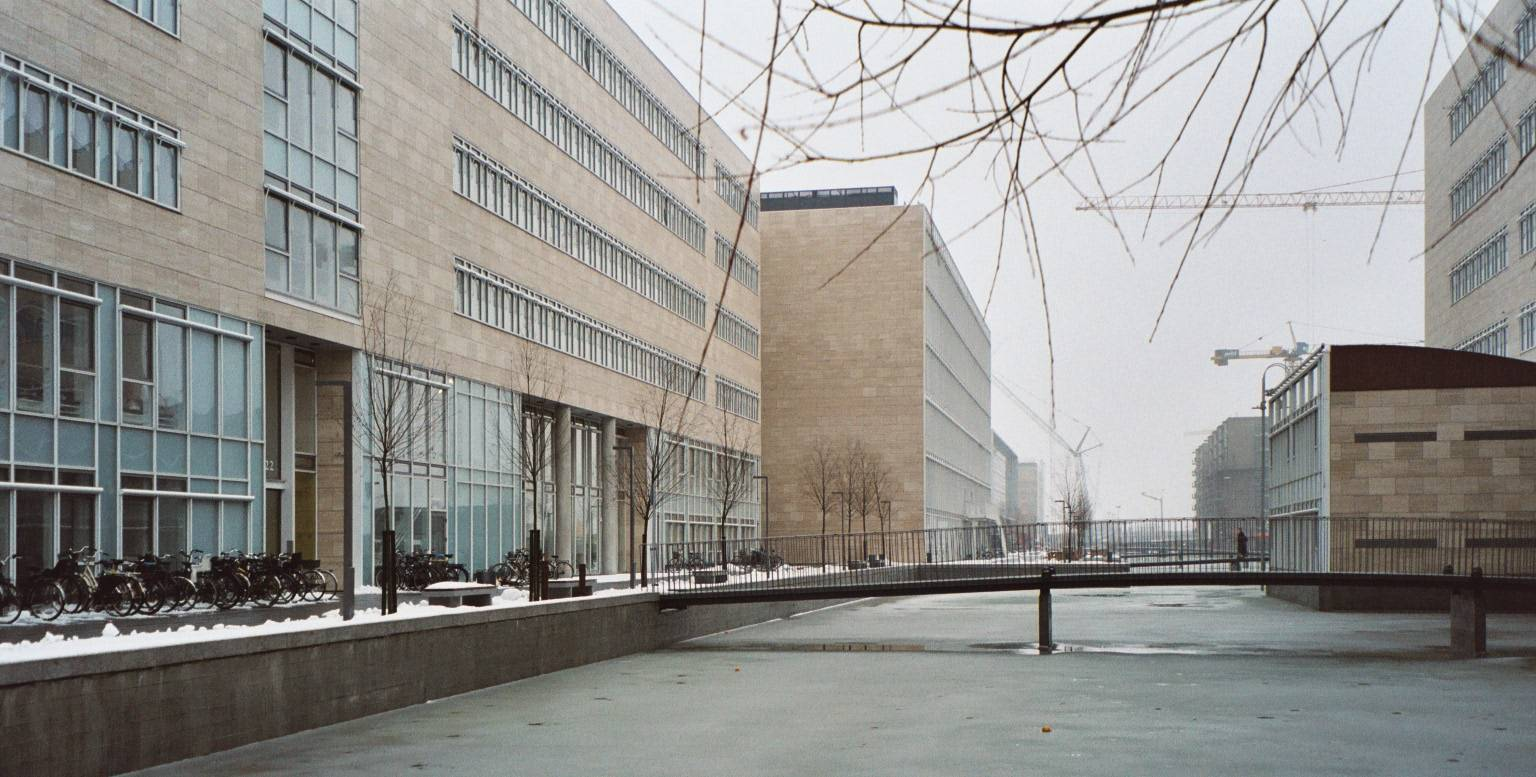
Köpenhamns universitets Søndre Campus i Ørestad på Amager

Köpenhamns universitet grundades av Kristian I, som ett katolskt universitet med de fyra fakulteterna filosofi, teologi, juridik och medicin. Det var ursprungligen beläget på Bispegårdens nuvarande plats. Under katolsk tid var verksamheten begränsad på grund av dålig ekonomi, och verksamheten upphörde helt i samband med reformationen. Under 1530-talet återupptogs verksamheten och Kristian III utfärdade 10 juni 1539 ett nytt grundläggningsbrev. I samband med detta flyttade universitetet till den förre katolske biskopens gård, belägen på det nuvarande universitetets mark. 1601 invigdes en ny universitetsbyggnad, som brann ned 1728.
I samband med Köpenhamns bombardemang 1807 förstördes på nytt universitetsbyggnaden. Det nya universitetshuset invigdes 1836, och utgör nu den gamla delen av universitetet. Efter detta har en mängd nya institutioner inträttats. År 1916 invigdes "Studiegaarden" invid universitetets annex i Studiestræde.

## Fakulteter
- Det Farmaceutiske Fakultet (2007–2011)